# 内モンゴル独立運動

南モンゴル

内モンゴル独立運動（うちモンゴルどくりつうんどう）は、中華人民共和国の支配下にある内モンゴル（南モンゴル）における先住民族であるモンゴル人の独立運動のこと。モンゴル人による独立運動には全面独立を求めるものから高度自治を求めるものがある。

## 歴史

### 大清帝国からの独立

1911年12月にモンゴルに独立建国されたボグド・ハーン政権の国旗

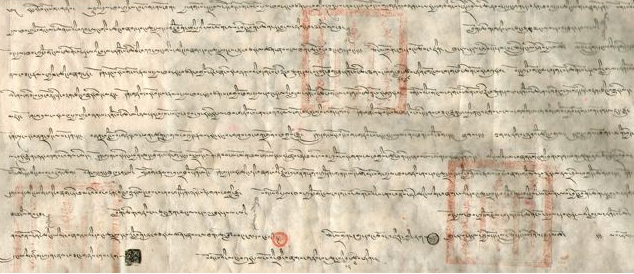
チベット・モンゴル相互承認条約（1913年1月11日締結）

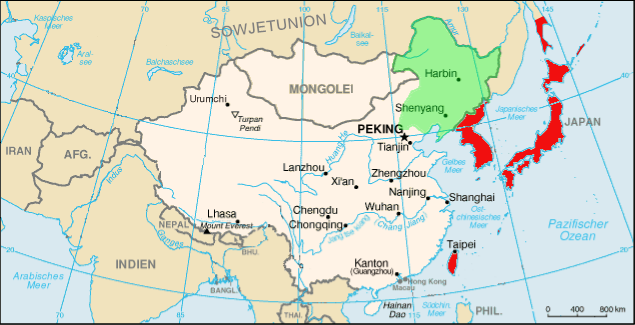
満洲国（1932年建国）

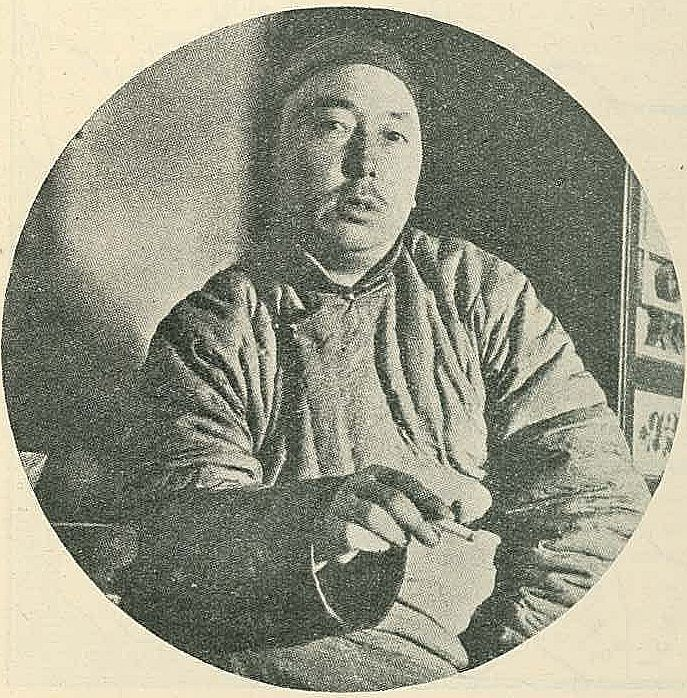
蒙古連合自治政府主席デムチュクドンロブ（徳王）

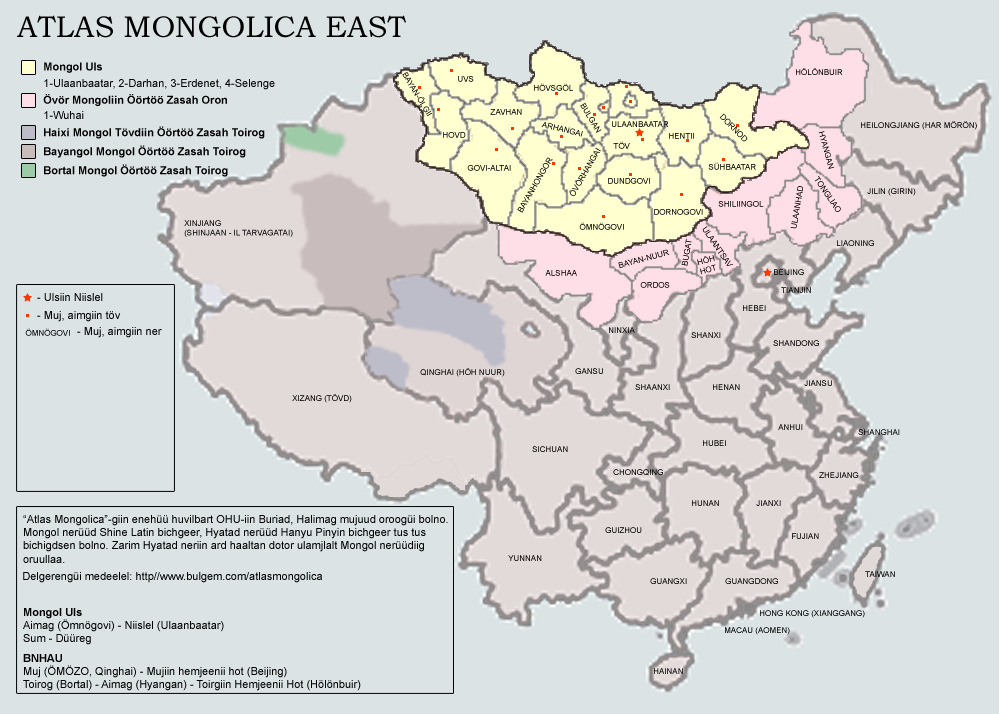
モンゴル人の居住地域

1945年9月に内モンゴル独立宣言をした内モンゴル人民共和国の国旗

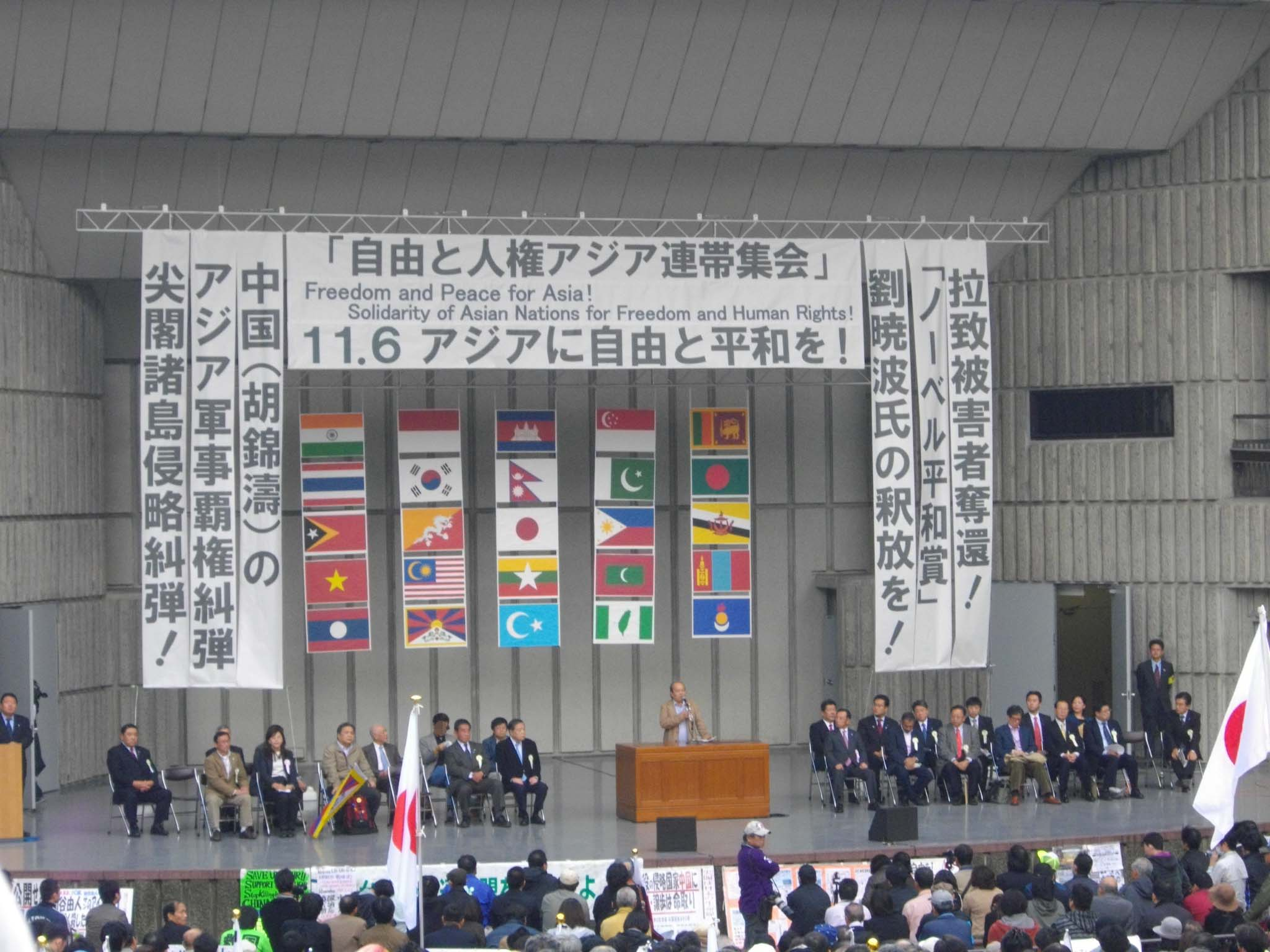
モンゴル自由連盟党などが参加した「自由と人権アジア連帯集会」（2010年11月6日日比谷公園）

内モンゴル人民党旗

1636年に満洲人が建国した大清帝国は満洲、モンゴル、チベット、東トルキスタン、中国本土におよぶ大帝国であった。満洲人はモンゴル帝国の玉璽をモンゴル王族から受け継ぎ大清帝国を建国するという形をとり、モンゴル人と血縁関係を結ぶとともにモンゴル人を優遇していた。1906年に漢民族の孫文が「駆除韃虜、回復中華」を提唱し、1911年に漢民族によって「駆除韃虜、恢復中華」をスローガンに辛亥革命が行われ、大清帝国は崩壊した。崩壊直前の1911年12月に外モンゴルではロシア帝国を後ろ盾としたモンゴル人諸侯によってチベット人活仏のボグド・ハーンを皇帝とする独立国家が樹立された（ボグド・ハーン政権）。1912年1月1日に漢民族によって中国本土に中華民国が建国されると臨時大総統に就任した孫文は漢人・満洲人・モンゴル人・回族人・チベット人を一つに合わせて一国とする旨を宣言した。
1913年1月11日、モンゴル人、チベット人はチベット・モンゴル相互承認条約を締結してチベット・モンゴルは清王朝から独立するとともに外部からの侵略に対して相互防衛を図ることとした。外モンゴルのボグド・ハーン政権は内モンゴルにも勢力を伸ばしモンゴルは一時的に統一状態となったが、ロシア帝国が内モンゴルからモンゴル軍を撤退するよう圧力をかけたため、再びモンゴルは南北分裂に陥った。1915年にロシア帝国と中華民国によって外モンゴルのみの自治を認めるとした取決めがなされた。1917年にロシア革命によってロシア帝国が崩壊すると、1919年に中華民国は外モンゴルに軍を進めて占領した。1920年にソビエト連邦に抵抗するロマン・ウンゲルンが外モンゴルに白軍を進駐させて中華民国軍を追い出したことによってボグド・ハーン政権が復権したが、外国軍である白軍に反感を持つものたちの間に共産主義が浸透するようになり、モンゴル人共産主義者によってモンゴル人民党が設立されると、1921年にソビエトの衛星国としてモンゴル人民共和国が外モンゴルに建国された。
1921年に孫文は漢民族を中心として、満洲族・モンゴル族・ウイグル族・チベット族の四民族を全て漢民族に同化させて中華民族を形成することにより、単一民族国家を組織する旨を『三民主義ノ具体的方策』で発表した。1925年に孫文は中国民族の総数は4億人であるが、外来民族である満洲人・モンゴル人・ウイグル人・チベット人は一千万人に過ぎないから中国人の大多数は全て漢人であり、同血統、同言語文字、同宗教、同風俗習慣を持つ完全な単一民族であるとする旨の『三民主義』講演を行った。1929年、内モンゴル東部にロシア帝国が敷設した北満鉄道の権益をめぐってソビエト軍と中華民国軍が全面衝突する（中ソ紛争）。

### 満洲国・蒙古聯合自治政府
1932年に関東軍が清朝皇帝であった溥儀を執政とした満洲国を建国した。これにより内モンゴル東部は満洲国となった。満洲国では清王朝以来続く満洲・モンゴルの友好血縁関係からモンゴル人は積極的に満洲国皇帝に仕えた。1935年3月、ソビエトは内モンゴル東部（満洲国内）に権益を持っていた北満鉄道を満洲国に売却する。内モンゴルの中部ではチャハルのデムチュクドンロブ（徳王）やユンデン・ワンチュク（雲王）などの王公によって自治要求運動がなされるようになり、1936年には自治を求める内モンゴル軍（ru）と中華民国軍とが全面衝突した（綏遠事件）。1939年、デムチュクドンロブは日本の支援を受けて蒙古聯合自治政府を樹立し内モンゴルにモンゴル人による自治政府が誕生した。ただし、総人口525万4833人のうち漢民族が9割の501万9987人に対してモンゴル人は15万4203人だった。満洲国とともに蒙古聯合自治政府はそれぞれ独自の行政機関・軍事組織・通貨をもつなど中国本土とは完全に分離した政治経済体制であった。
1941年4月13日、日ソ中立条約がソビエト連邦と日本の間で締結され、満洲国（内モンゴル東部）とモンゴル人民共和国（外モンゴル）の領土保全と相互不可侵を約束した共同声明が出された。ところが、1945年2月11日にソビエト連邦・アメリカ合衆国・大英帝国はヤルタ会談を開き、満洲を中華民国のものとし、北満鉄道・南満洲鉄道をソ連・中華民国共同のものとすることを取決め、外モンゴルのみを独立させ、内モンゴルを中華民国の影響下とした上で現状維持とすることをモンゴル人・満洲人の意志とは関係なく決定した。
1945年8月9日に突如としてソ連と外モンゴルの連合軍が満洲国と内モンゴルに侵略してきたことによって満洲国・蒙古自治邦政府（1941年に蒙古聯合自治政府から改称）は崩壊した（ソビエト参戦）。日本の根本博中将揮下の駐蒙軍は約4万の在留邦人が引き揚げるまで張家口でソ連軍の進撃を食い止めた。ソ連軍の1個師団と3個機械化旅団、モンゴル人民軍の4個師団及び1個機械化旅団は内モンゴルに侵攻し、内モンゴル東部からチャハルや熱河省といった内モンゴル西部 まで進駐した。旧蒙古自治邦政府では内モンゴル独立宣言をした内モンゴル人民共和国、旧満洲国興安総省では東モンゴル自治政府やホロンバイル自治省政府などが成立して外モンゴルへの内モンゴルの併合を求める運動が勃発した。ソ連とモンゴルは、当初汎モンゴル主義を煽って内外モンゴルの統一を掲げたが、中ソ友好同盟条約で中華民国に外モンゴル独立を認めさせる代わりに内外モンゴル統一の要求を取り下げて撤退することになった。

### 中華人民共和国
1945年8月以降、中華民国政府と反政府勢力の中国共産党との間で国共内戦が起きた。ソ連やモンゴルといった占領軍の取り計らいで満洲や内モンゴルに進出していた中国共産党のウランフは内モンゴル人民共和国、内モンゴル人民革命党、東モンゴル自治政府、ホロンバイル自治省政府、西蒙政府などを懐柔して東西モンゴルを統一して打ち立てた内モンゴル自治政府 や1949年の中華人民共和国建国後の内蒙古自治区の主席となるも、1966年7月12日に鄧小平がウランフを内外モンゴル統一を企む「分裂主義者」であるとして失脚させると、中国政府は内モンゴル人民革命党粛清事件と呼ばれるモンゴル人への大粛清を行った。これにより数十万人が粛清された。さらに中国は自治区とは名ばかりに自治区主席などをモンゴル人が務めるだけで漢民族は内モンゴルに移入し続け、漢民族は人口の80％超を占めるに至った。
1989年の天安門事件以降、内モンゴル独立運動も再び活発になり、1995年に内モンゴルではハダ等によって中国からの独立を目指す南モンゴル民主連盟が設立された。しかし、1995年12月10日、代表のハダと連盟員は中国政府によって逮捕され、ハダはスパイ、国家分裂主義者として刑務所に送られた。このため、これ以降のモンゴル人は国内よりも海外で活動を積極化させていった。1997年には内モンゴル人民党がアメリカ合衆国で設立し、2006年にはモンゴル自由連盟党が日本で設立された。同時に南モンゴル人権情報センターはメディアに南モンゴルの人権情報を発信している。内モンゴル人民党やモンゴル自由連盟党はヨーロッパにも支部を設置するなどしてヨーロッパ人とともに中国政府による人権抑圧への抗議活動を行っている。独立を目指す団体は共同して抗議活動や声明文を出すなど協力関係を保っている。
2010年には内モンゴル人民革命党粛清事件における民族浄化を描いた楊海英静岡大学教授の『墓標なき草原 内モンゴルにおける文化大革命・虐殺の記録』が司馬遼太郎賞を受賞した。2010年12月10日のハダの刑期満了日以降、ハダとその家族が行方不明となっており、アムネスティ・インターナショナル日本などから中国政府に対する非難が上がっている。このハダ失踪事件が国際的に報道されたことでチベットや東トルキスタン同様に内モンゴルの人権問題に注目が集まっている。
現在、内モンゴルは東トルキスタン・チベットと並んで中国におけるレアメタル等の鉱物資源の主要産地となっていることや、中国政府による漢民族移入政策によって、中国からの独立を図ることが困難になりつつある。

#### 日本での活動
日本国内では日本人、チベット人、ウイグル人たちが協力して中国大使館へのデモや抗議書の投かんなどを行っている。モンゴル自由連盟党は中国の脅威と戦うという立場から、保守系政治団体頑張れ日本!全国行動委員会主催の「自由と人権アジア連帯集会」に参加している。また、モンゴル人は維新政党・新風などの保守系政治団体とも交流を深めるようになっている。2011年以降はハダの釈放を求める活動をウイグル人、チベット人、日本人と共同で行っていた。ショブチョード・テムチルトとハダの間で対立が生じたことから、テムチルトを支持する団体（南モンゴルクリルタイ、モンゴル自由連盟党等）は、現在ではハダの解放は訴えていない。